# Recurs d'empara a Espanya
El Recurs d'empara a Espanya, segons la Constitució Espanyola de 1978 de 1978, és una eina jurídica que pot ésser interposat per totes les persones físiques o jurídiques nacionals o estrangeres amb interés legítim, de la mateix manera que ho pot fer el Defensor del Poble en determinats supósits i el Ministeri Fiscal davant el Tribunal Constitucional. El recurs s'ha d'interposar amb relació a la violació dels articles que van del  14 al 29 de la Constitució Espanyola, així com l'article 30.2 sobre la regulació de l'objecció de consciència.
Existeix un tipus de recurs d'empara específic, el recurs d'empara electoral. Està establit per l'art. 49 de la Llei Orgànica del Règim Electoral General. Es presenta contra actes de proclamació de candidatures fetes per les Juntes Electorals i ha de sol·licitar-se en el termini de dis dies des de la resolució contenciosa-administrativa i ha de ser resolta en tres dies pel Tribunal Constitucional espanyol.

## Objecte
Està designat a protegir la ciutadania davant la violació dels drets fonamentals originades per disposicions o actes jurídics, omissions o simple via de fet dels poders públics de l'estat espanyol, les comunitats autònomes i altres ens públics de caràcter territorial, corporatiu o institucional, així com de membres del funcionariat o agents.

## Legitimació
Pot presentar-lo:
- Qualsevol persona, natural o jurídica que invoqui un interès legítim. Durant tot el procés ha d'invocar la violació del dret constitucional.[4]
- El Defensor del poble.[4]
- El Ministeri Fiscal.[4]

## Terminis
Es pot presentar un cop la via judicial està esgotada, en el termini de 20 dies des que la sentència és ferma i sempre indicant quin article i com ha vulnerat els drets fonamentals, sinó el recurs és automàticament rebutjat.

## Sentència
La sentència pot ser d'atorgament d'empara o de denegació d'empara.